# Setornis criniger
Setornis criniger là một loài chim trong họ Pycnonotidae.